# 索敵行
索敵行（さくてきこう）は1943年（昭和18年）4月25日に日蓄レコードから発売された映画主題歌。
1943年（昭和18年）8月〜1944年（昭和19年）8月のレコードの販売枚数は6万5000枚。
| # | タイトル   | 作詞     | 作曲     | 編曲       | 歌                         |
| - | ---------- | -------- | -------- | ---------- | -------------------------- |
| A | 索敵行     | 野村俊夫 | 万城目正 | 服部逸郎   | 伊藤久男、霧島昇、楠木繁夫 |
| B | 大空に祈る | 野村俊夫 | 万城目正 | 仁木他喜雄 | 松原操、三原純子、菊池章子 |

## 映画『愛機南へ飛ぶ』
1943年（昭和18年）9月16日に公開された松竹映画『愛機南へ飛ぶ』の主題歌である。同時上映は、東宝映画『決戦の大空へ』。なお、当時は映画の配給が社団法人映画配給社に一元化されていたので、製作会社に関係なく同時上映された。
『愛機南へ飛ぶ』は陸軍航空士官学校出身の偵察要員が主人公で、『決戦の大空へ』は海軍飛行予科練習生募集PR映画であり、陸軍・海軍の対立関係がそのまま投影されたような形の映画公開であった。